# Myiapharus hemiargyroides
Myiapharus hemiargyroides är en tvåvingeart som först beskrevs av Townsend 1927.  Myiapharus hemiargyroides ingår i släktet Myiapharus och familjen parasitflugor. Inga underarter finns listade i Catalogue of Life.